# Főpályaudvar

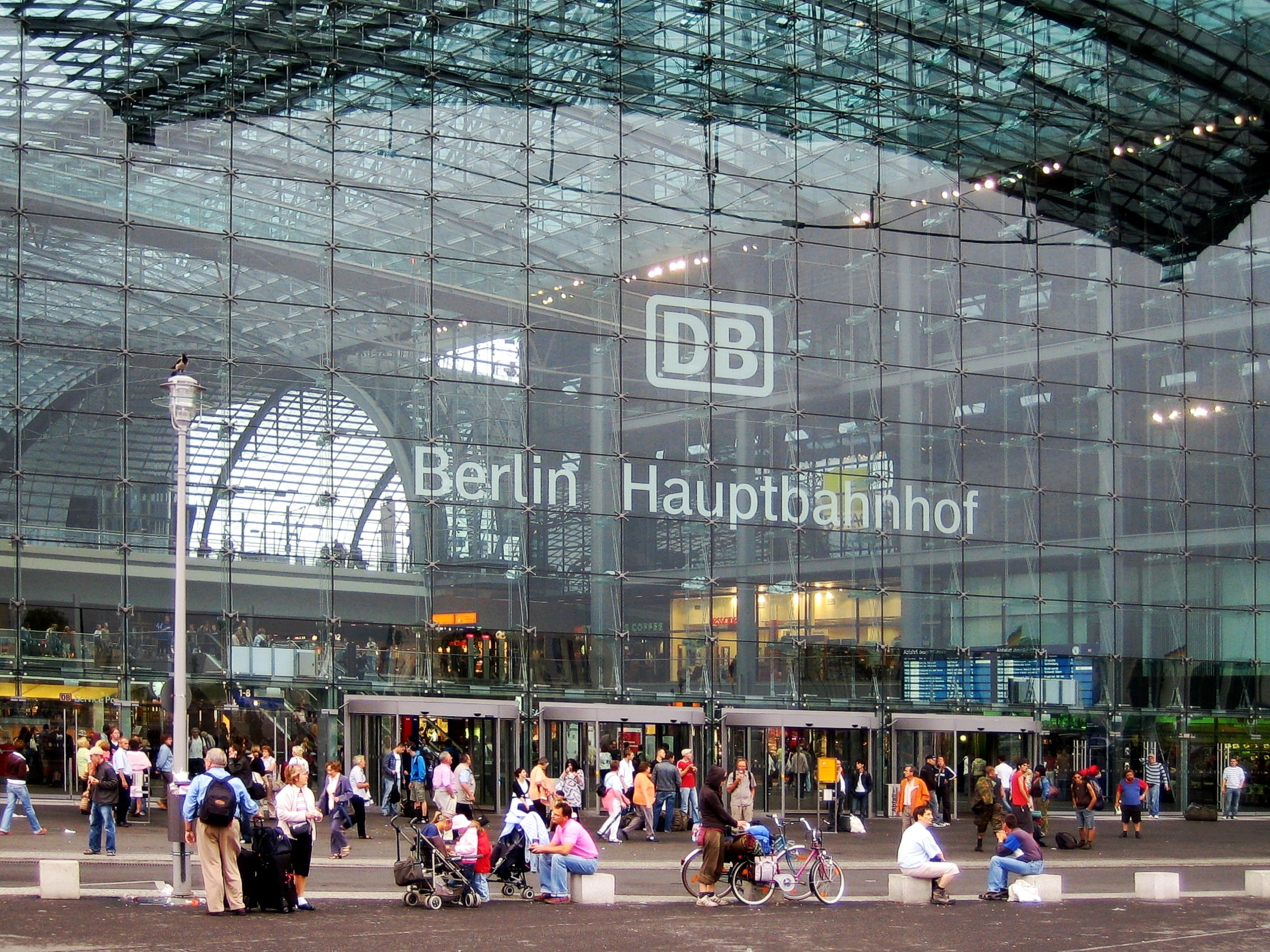
Berlin Hauptbahnhof

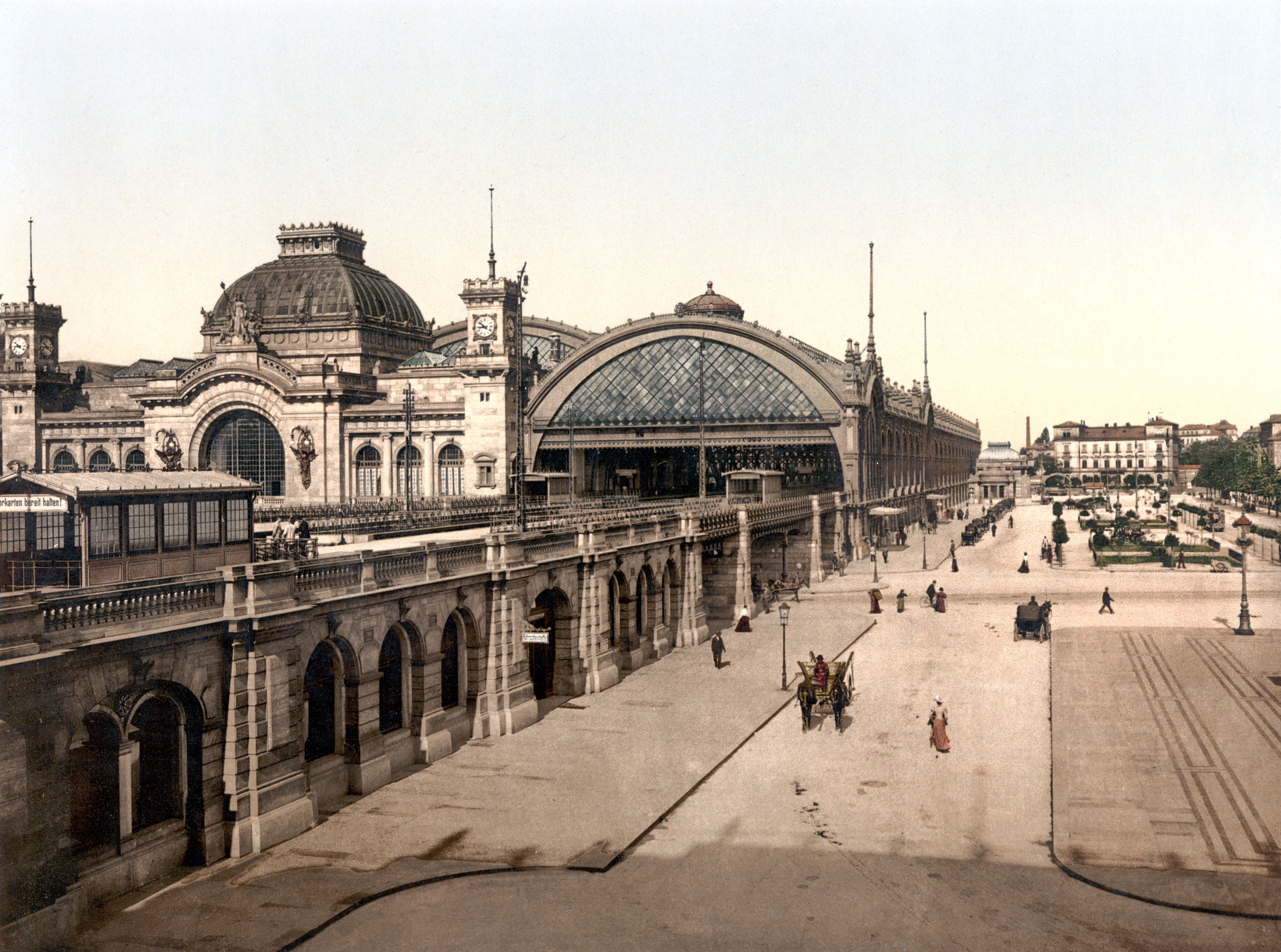
Dresden Hauptbahnhof 1900-ban

A főpályaudvar (Ausztriában és Németországban Hauptbahnhof vagy rövidítve Hbf, Svájcban HB) egy város legfontosabb személypályaudvara, mely egyúttal több, mint egy egyszerű vasútállomás, ugyanis üzletek, éttermek és egyéb szolgáltatások találhatók benne. A főpályaudvar lehet fejpályaudvar vagy átmenő pályaudvar is.
Számos nem német nyelvű országban, például Olaszországban, Hollandiában vagy Csehországban, a főpályaudvarhoz hasonló jelentésű szót használnak a megkülönböztetésre, míg más országokban, Franciaországban, Spanyolországban vagy Romániában a központi vagy a fő szavakat toldják a névhez. Bizonyos esetekben a központ, központi szavak fordítását használják a megkülönböztetéshez.

## Németország
Németországban 122 állomás tartozik a főpályaudvarok (Hauptbahnhof) közé.

### A legnagyobbak
- Hamburg Hauptbahnhof - a napi 450 ezer látogatójával a legforgalmasabb Németországban;
- München Hauptbahnhof - a 32 vágányával a legtöbb vágányos állomás;
- Leipziger Hauptbahnhof - a legnagyobb területű a maga 85 ezer négyzetméterével;
- Berchtesgaden Hauptbahnhof a legkisebb főpályaudvar, sok belföldi távolsági kapcsolattal egész Németországon belül: Freudenstadt (Baden-Württemberg), Eberswalde (Brandenburg), Bremerhaven (Bréma), Hanau (Hessen), Neustrelitz (Mecklenburg-Elő-Pomeránia), Emden (Alsó-Szászország), Gevelsberg (Észak-Rajna-Vesztfália), Boppard (Rajna-vidék-Pfalz), Saarlouis (Saar-vidék), Döbeln (Szászország), Thale (Szász-Anhalt), Lübeck (Schleswig-Holstein) és Sonneberg (Thüringen).
- Remscheid Hauptbahnhof és Gevelsberg Hauptbahnhof állomásokon csak egy S-Bahn vonal halad keresztül;
- Stralsunder - a legfiatalabb főpályaudvar, ezt a címet 2010. december 13-án kapta meg;
- Hamm a legnagyobb német város, melynek nincs hivatalosan főpályaudvara.
- Göttingen szintén nagyváros főpályaudvar nélkül. Göttingen állomás az egyetlen vasúti megálló a városban, így ez a nem-hivatalos főpályaudvar is.

### Baden-Württemberg
1. Freiburg (Breisgau) Hauptbahnhof
2. Freudenstadt Hauptbahnhof
3. Heidelberg Hauptbahnhof
4. Heilbronn Hauptbahnhof
5. Alter Hauptbahnhof (Heilbronn)
6. Karlsruhe Hauptbahnhof
7. Lörrach Hauptbahnhof
8. Mannheim Hauptbahnhof
9. Öhringen Hauptbahnhof
10. Pforzheim Hauptbahnhof
11. Reutlingen Hauptbahnhof
12. Sinsheim (Elsenz) Hauptbahnhof
13. Stuttgart Hauptbahnhof
14. Tübingen Hauptbahnhof
15. Ulm Hauptbahnhof

### Bajorország
1. Aschaffenburg Hauptbahnhof
2. Augsburg Hauptbahnhof
3. Bayreuth Hauptbahnhof
4. Berchtesgaden Hauptbahnhof
5. Deggendorf Hauptbahnhof
6. Fürth (Bayern) Hauptbahnhof
7. Hof Hauptbahnhof
8. Ingolstadt Hauptbahnhof
9. Kempten (Allgäu) Hauptbahnhof
10. Landshut (Bay) Hauptbahnhof
11. Lindau Hauptbahnhof
12. Miltenberg Hauptbahnhof
13. München Hauptbahnhof
14. Nürnberg Hauptbahnhof
15. Passau Hauptbahnhof
16. Regensburg Hauptbahnhof
17. Schweinfurt Hauptbahnhof
18. Würzburg Hauptbahnhof

### Berlin
1. Berlin Hauptbahnhof

### Brandenburg
1. Brandenburg Hauptbahnhof
2. Eberswalde Hauptbahnhof
3. Lübben (Spreewald) Hauptbahnhof
4. Neuruppin Hauptbahnhof
5. Potsdam Hauptbahnhof
6. Ziesar Hauptbahnhof

### Bréma
1. Bremen Hauptbahnhof
2. Bremerhaven Hauptbahnhof

### Hamburg
1. Hamburg Hauptbahnhof

### Hessen
1. Darmstadt Hauptbahnhof
2. Frankfurt (Main) Hauptbahnhof
3. Hanau Hauptbahnhof
4. Höchst (Main) Hauptbahnhof
5. Kassel Hauptbahnhof
6. Offenbach (Main) Hauptbahnhof
7. Wiesbaden Hauptbahnhof

### Mecklenburg-Elő-Pomeránia
1. Neustrelitz Hauptbahnhof
2. Rostock Hauptbahnhof
3. Schwerin Hauptbahnhof
4. Stralsund Hauptbahnhof

### Alsó-Szászország
1. Braunschweig Hauptbahnhof
2. Emden Hauptbahnhof
3. Hannover Hauptbahnhof
4. Hildesheim Hauptbahnhof
5. Oldenburg (Oldenburg) Hauptbahnhof
6. Osnabrück Hauptbahnhof
7. Wilhelmshaven Hauptbahnhof
8. Wolfsburg Hauptbahnhof

### Észak-Rajna-Vesztfália
1. Aachen Hauptbahnhof
2. Bielefeld Hauptbahnhof
3. Bochum Hauptbahnhof
4. Bonn Hauptbahnhof
5. Bottrop Hauptbahnhof
6. Castrop-Rauxel Hauptbahnhof
7. Dortmund Hauptbahnhof
8. Duisburg Hauptbahnhof
9. Alter Hauptbahnhof (Düsseldorf)
10. Düsseldorf Hauptbahnhof
11. Eschweiler Hauptbahnhof
12. Essen Hauptbahnhof
13. Gelsenkirchen Hauptbahnhof
14. Gevelsberg Hauptbahnhof
15. Gütersloh Hauptbahnhof
16. Hagen Hauptbahnhof
17. Köln Hauptbahnhof
18. Krefeld Hauptbahnhof
19. Lünen Hauptbahnhof
20. Mönchengladbach Hauptbahnhof
21. Mülheim (Ruhr) Hauptbahnhof
22. Münster (Westfalen) Hauptbahnhof
23. Neuss Hauptbahnhof
24. Oberhausen Hauptbahnhof
25. Paderborn Hauptbahnhof
26. Recklinghausen Hauptbahnhof
27. Remscheid Hauptbahnhof
28. Rheydt Hauptbahnhof
29. Solingen Hauptbahnhof
30. Stolberg (Rheinland) Hauptbahnhof
31. Velbert Hauptbahnhof
32. Wanne-Eickel Hauptbahnhof
33. Witten Hauptbahnhof
34. Wuppertal Hauptbahnhof

### Rajna-vidék-Pfalz
1. Bingen (Rhein) Hauptbahnhof
2. Boppard Hauptbahnhof
3. Frankenthal Hauptbahnhof
4. Kaiserslautern Hauptbahnhof
5. Koblenz Hauptbahnhof
6. Landau (Pfalz) Hauptbahnhof
7. Ludwigshafen (Rhein) Hauptbahnhof
8. Mainz Hauptbahnhof
9. Neustadt (Weinstraße) Hauptbahnhof
10. Pirmasens Hauptbahnhof
11. Speyer Hauptbahnhof
12. Trier Hauptbahnhof
13. Wittlich Hauptbahnhof
14. Worms Hauptbahnhof
15. Zweibrücken Hauptbahnhof

### Saar-vidék
1. Homburg (Saar) Hauptbahnhof
2. Neunkirchen (Saar) Hauptbahnhof
3. Saarbrücken Hauptbahnhof
4. Saarlouis Hauptbahnhof

### Szászország
1. Chemnitz Hauptbahnhof
2. Döbeln Hauptbahnhof
3. Dresden Hauptbahnhof
4. Leipzig Hauptbahnhof
5. Zwickau (Sachs) Hauptbahnhof

### Szász-Anhalt
1. Dessau Hauptbahnhof
2. Elbingerode Hauptbahnhof
3. Halle (Saale) Hauptbahnhof
4. Magdeburg Hauptbahnhof
5. Naumburg (Saale) Hauptbahnhof
6. Thale Hauptbahnhof

### Schleswig-Holstein
1. Kiel Hauptbahnhof
2. Lübeck Hauptbahnhof

### Türingia
1. Arnstadt Hauptbahnhof
2. Erfurt Hauptbahnhof
3. Gera Hauptbahnhof
4. Sonneberg (Thüringen) Hauptbahnhof

## Ausztria

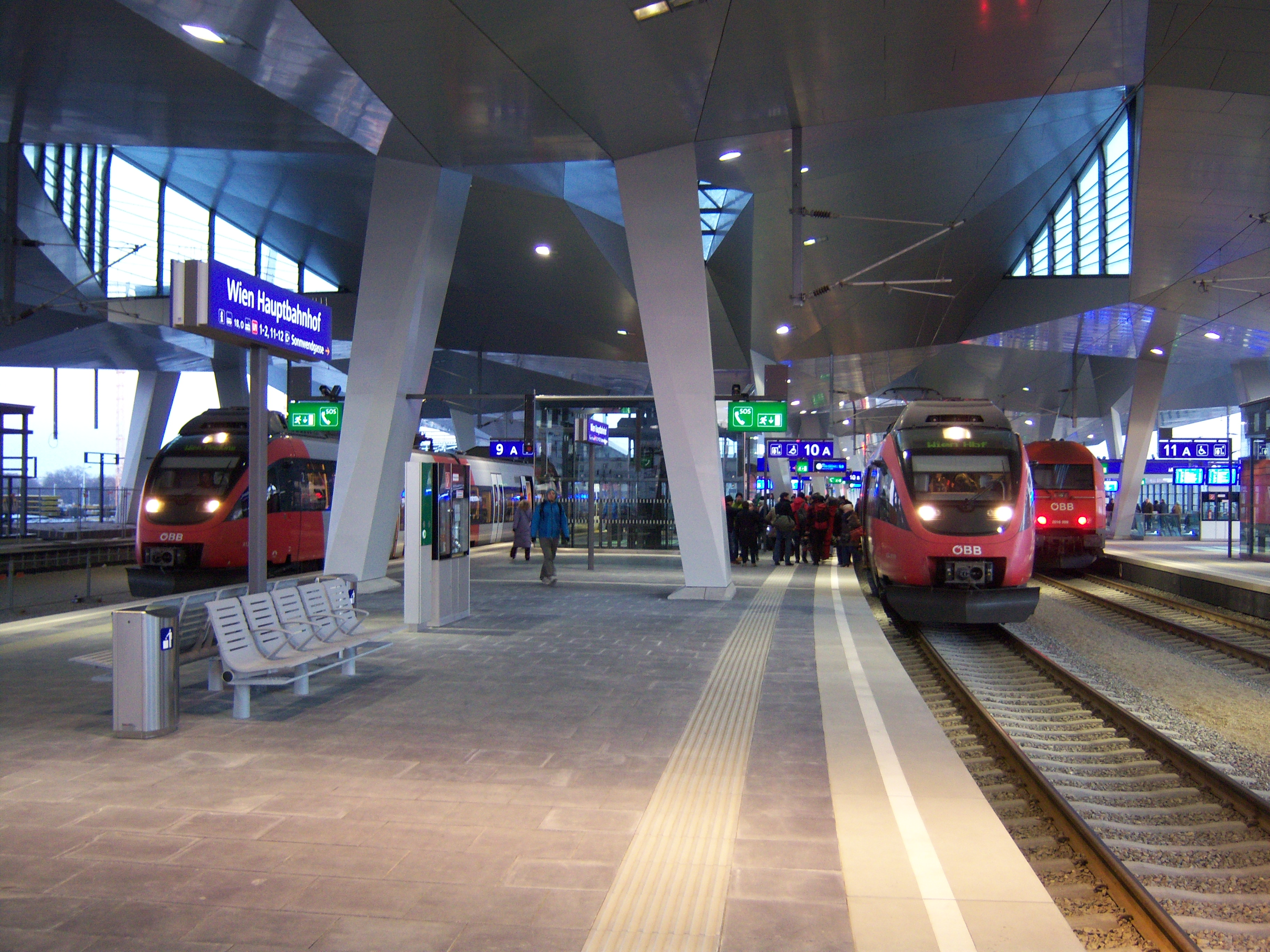
Wien Hauptbahnhof

- Graz,
- Innsbruck,
- Klagenfurt,
- Leoben,
- Linz,
- Salzburg,
- St. Pölten,
- Villach,
- Wels,
- Wien,
- Wiener Neustadt
- Wörgl

## Svájc

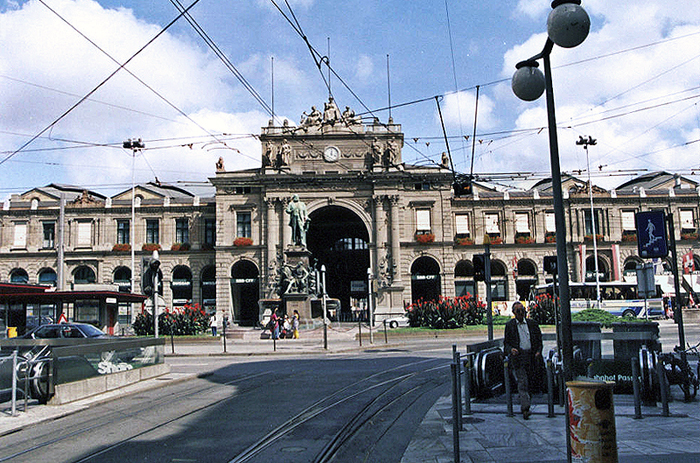
Zürichi főpályaudvar

- Zürichi főpályaudvar,
- Bern,
- Rorschach,
- Solothurn,
- Winterthur

## Belgium

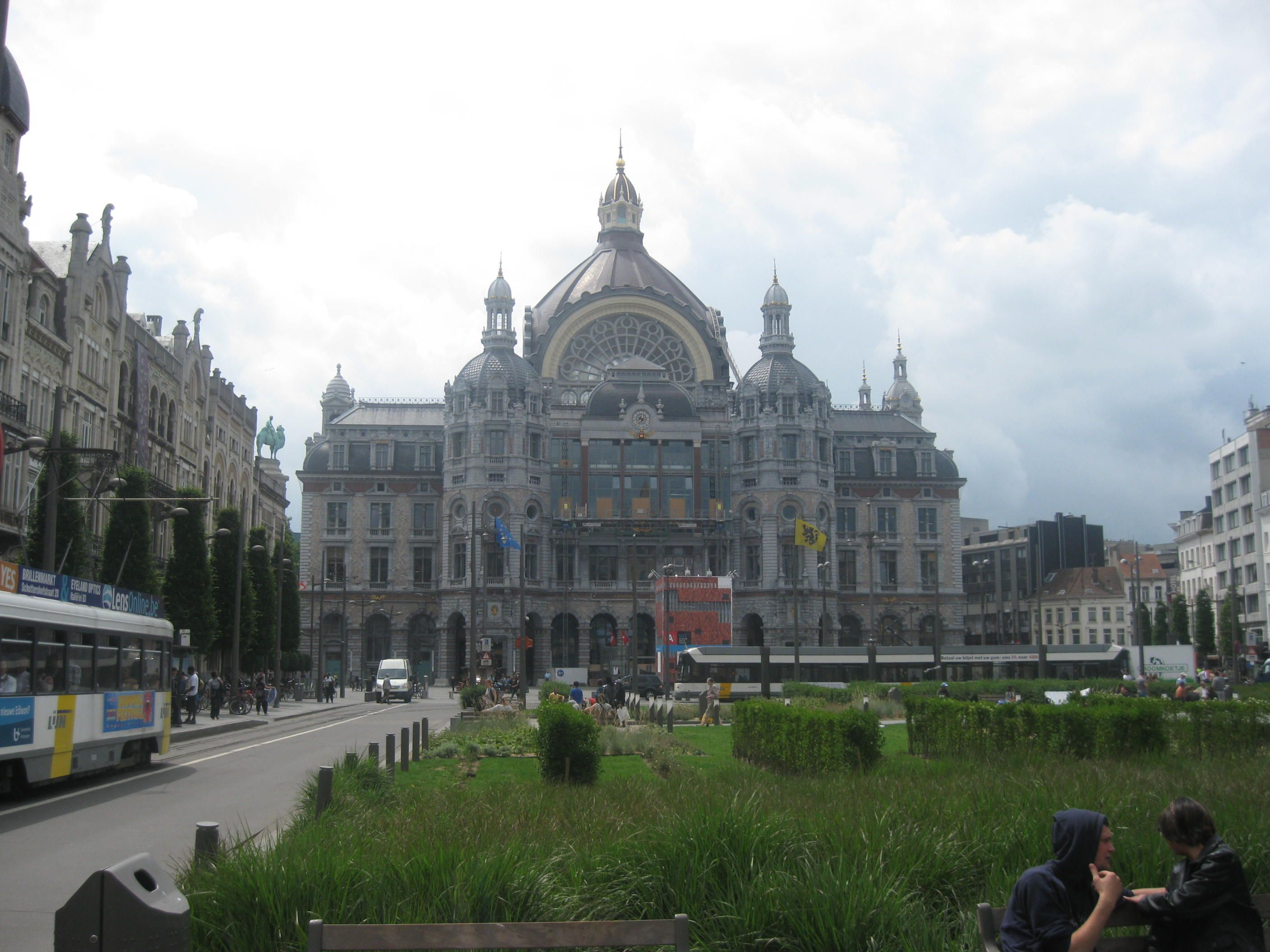
Antwerpen-Centraal

1. Antwerpen-Centraal
2. Brüssel-Centraal
3. La Louvière-Centre
4. Verviers-Central

## Bulgária
1. Plovdiv (Централна гара Пловдив)
2. Szófia (Централна гара София)

## Dánia
Dániában a főpályaudvarok nevét egy H betűvel egészítik ki (Hovedbanegård)
1. Aarhus Hovedbanegård (Aarhus H)
2. Københavns Hovedbanegård (København H)

Korábban:
1. Haderslev H, 1943–1968
2. Nyborg H,  1972-ig
3. Rønne H, 1968-ig
4. Skive H, 1972-ig
5. Sønderborg H, 1972-ig
6. Tønder H, 1972-ig

## Finnország
1. Helsinki főpályaudvar (Helsingin päärautatieasema)
2. Turku főpályaudvar (Turun päärautatieasema)

## Franciaország
1. Gare d’Avignon-Centre
2. Párizs: Párizsban több főpályaudvar is található:
  1. Gare du Nord
  2. Gare de l'Est
  3. Gare de Lyon
  4. Gare d'Austerlitz
  5. Gare Montparnasse
  6. Gare Saint-Lazare

## Olaszország

### Centrale
A Centrale utótag jelöli a főpályaudvart.
1. Stazione di Agrigento Centrale
2. Stazione di Bari Centrale
3. Barletta Centrale (FNB)
4. Stazione di Bologna Centrale
5. Caltanissetta Centrale
6. Stazione di Catania Centrale
7. Stazione di Gorizia Centrale
8. Stazione di La Spezia Centrale
9. Stazione di Lamezia Terme Centrale
10. Stazione di Livorno Centrale
11. Stazione di Messina Centrale
12. Stazione di Milano Centrale
13. Stazione di Napoli Centrale
14. Palermo Centrale
15. Pescara Centrale
16. Stazione di Pisa Centrale
17. Stazione di Potenza Centrale
18. Stazione di Prato Centrale
19. Stazione di Reggio di Calabria Centrale
20. Stazione di Tarvisio Centrale – bezárt
21. Stazione di Torre Annunziata Centrale
22. Treviglio, ismert mint Treviglio Centrale
23. Stazione di Treviso Centrale
24. Stazione di Trieste Centrale

### Róma főpályaudvara
Olaszország fővárosában, Rómában található az ország legnagyobb főpályaudvara, a Roma Termini.

### Centrum
1. Aversa Centro metróállomás
2. Stazione di Bollate Centro
3. Stazione di Borgo Valsugana Centro
4. Stazione di Fratte Centro
5. Stazione di Massa Centro
6. Stazione di Montecatini Centro

### Città
A Città utótag jelentése: város.
1. Stazione di Avigliano Città
2. Stazione di Catanzaro Città
3. Stazione di Cisternino Città
4. Stazione di Lucera Città
5. Stazione di Manfredonia Città

## Horvátország
1. Zágráb főpályaudvar (Zagrebački Glavni kolodvor)

## Hollandia
1. Amsterdam Centraal
2. Den Haag Centraal
3. Leiden Centraal
4. Rotterdam Centraal
5. Utrecht Centraal

A Centrum utótaggal a városközponthoz való közelséget fejezik ki.
1. Almere Centrum vasútállomás
2. Barneveld Centrum vasútállomás
3. Ede Centrum vasútállomás
4. Hoogezand Centrum vasútállomás
5. Kerkrade Centrum vasútállomás
6. Lelystad Centrum vasútállomás
7. Schiedam Centrum vasútállomás
8. Vlaardingen Centrum vasútállomás
9. Veenendaal Centrum vasútállomás

## Norvégia
1. Oslo Sentralstasjon
2. Trondheim sentralstasjon

## Lengyelország

### Személypályaudvarok
1. Bielsko-Biała Główna (Bielitz, 1943-1945, ab 1958)
2. Bydgoszcz Główna (Bromberg, 1942–1945, ab 1947)
3. Gdańsk Główny (Danzig, 1896-1945, ab 1947 )
4. Gdynia Główna (Gdingen bzw Gotenhafen, ab 1967 mit den Zusatz 'Osabowa')
5. Iława Główna (Deutsch Eylau, 1903-1920, 1941-1945, ab 1947)
6. Kłodzko Główne (Glatz, 1901-1945, ab 1949)
7. Kraków Główny (Krakau, 1939-1945, 1947-1957, ab 1958 mit dem Zusatz 'Osobowy')
8. Łowicz Główny (Lowitsch, ab 1951)
9. Olsztyn Główny (Allenstein, ab 1936)
10. Opole Główne (Oppeln, ab 1936)
11. Piła Główna (Schneidemühl, 1944, ab 1968)
12. Podkowa Leśna Główna (1927-1939, ab 1945)
13. Poznań Główny (Posen, 1879-1900 als 'Posen Central Bahnhof', 1901-1090 als 'Posen Zentralbahnhof', 1916-1919, 1939-1945 als 'Posen Hauptbahnhof', 1945-1953 als 'Poznań Główny', ab 1954 als 'Poznań GłównyOsobowy')
14. Przemyśl Główny (1941-1944, ab 1947)
15. Rzeszów Główny (Reichshof, ab 2008)
16. Sosnowiec Główny (Sosnowitz, ab 1951)
17. Szczecin Główny (Stettin, ab 1931)
18. Świdnica Główna (Schweidnitz, 1916-1945, 1945-1948)
19. Świnoujście Główny (Swinemünde, 1910-1949)
20. Toruń Główny (Thorn 1901-1909, 1916-1920, ab 1937)
21. Wałbrzych Główny (Waldenburg Ditterscbach, ab 1949)
22. Warszawa Centralna (Warschau Zentral, 1960-1953 "Varsó Központ", ab 1969)
23. Warszawa Główna (Warschau Hauptbahnhof, 1918-1944, megszűnt állomás, 1972-től múzeum)
24. Wrocław Główny (Breslau, 1884-1900 als Breslau Central-Bahnhof, 1901-1953, ab 1954 mit dem Zusatz 'Osobowy')

### Teherpályaudvarok
1. Bydgoszcz Główna Towarowa (Bromberg, 1920-1939, ab 1945)
2. Gdynia Główna Towarowa (Gdingen bzw Gotenhafen, 1926-1939, 1945-1991)
3. Gdynia Port Centralny (Gdingen bzw Gotenhafen, ab 1945)
4. Kraków Główny Towarowy (Krakau, 1947-1992, ab 1993 als Kraków Główny Zachod)
5. Opole Główne Towarowe (Oppeln, ab 1948)
6. Pila Główna Towarowa (Schneidemühl, ab 1968)
7. Poznań Główny Towarowy (Posen, 1919-1934, 1945-1997)
8. Szczecin Port Centralny (Stettin, 1906-1918, 1919-1945, ab 1947)
9. Toruń Główny Towarowy (Thorn, 1920-1939, ab 1945)
10. Wrocław Główny Towarowy (Breslau, ab 1945)

## Oroszország
1. Jaroslawl (Ярославль-Главный| Jaroslawl-Glawnyi)
2. Nowosibirsk (Станция Новосибирск-Главный| Stanzija Nowosibirsk-Glawnyi)
3. Rostow am Don (Станция Ростов-Главный| Stanzija Rostow-Glawnyi)

## Svédország
1. Avesta centrum
2. Boden centralstation
3. Borlänge centralstation
4. Borås centralstation
5. Fagersta centralstation
6. Gävle centralstation
7. Göteborgs centralstation
8. Hässleholms centralstation
9. Falköpings centralstation
10. Falun centralstation
11. Hässleholms centralstation
12. Jönköpings centralstation
13. Kalmar centralstation
14. Karlskrona centralstation
15. Karlstads centralstation
16. Kiruna centralstation
17. Kristianstads centralstation
18. Linköpings centralstation
19. Lunds centralstation
20. Malmö centralstation
21. Norrköpings centralstation
22. Nässjö centralstation
23. Skövde centralstation
24. Stockholms centralstation
25. Sundsvalls centralstation
26. Söderhamns centralstation 1886–1997
27. Södertälje centrum, abgekürzt Södertälje C
28. Trollhättans centralstation
29. Uddevalla centralstation
30. Västerås centralstation
31. Umeå centralstation
32. Uppsala centralstation
33. Örebro centralstation
34. Örnsköldsviks centralstation
35. Östersunds centralstation

## Szerbia
1. Belgrád főpályaudvar (Главна железничка станица, Glavna železnička stanica) – bezárt
2. Belgrád Központi pályaudvar (Железничка станица Београд Центар, Železnička stanica Beograd Centar)

## Szlovákia
1. Bratislava hlavná stanica (Pressburg Hauptbahnhof)

## Csehország
1. Brno hlavní nádraží
2. Česká Lípa hlavní nádraží
3. Děčín hlavní nádraží
4. Hradec Králové hlavní nádraží
5. Karviná hlavní nádraží
6. Kutná Hora hlavní nádraží
7. Mladá Boleslav hlavní nádraží
8. Nymburk hlavní nádraží
9. Olomouc hlavní nádraží
10. Ostrava hlavní nádraží
11. Pardubice hlavní nádraží
12. Plzeň hlavní nádraží
13. Praha hlavní nádraží
14. Prostějov hlavní nádraží
15. Trutnov hlavní nádraží
16. Ústí nad Labem hlavní nádraží

## Egyesült Királyság

### Anglia
1. Acton Central railway station
2. Birkenhead Central railway station
3. Brackley Central railway station
4. Burnley Central railway station
5. Chesterfield Central railway station
6. Croydon Central railway station
7. Exeter Central railway station
8. Folkestone Central railway station
9. Gainsborough Central railway station
10. Hyde Central railway station
11. Kirkby-in-Ashfield Central railway station
12. Leicester Central railway station, része a Great Central Railway londoni kiterjesztésének
13. Lincoln Central railway station
14. Liverpool Central railway station
15. London: Anglia fővárosának, Londonnak szintén több főpályaudvara is van:
  1. Euston
  2. St Pancras pályaudvar
  3. King’s Cross pályaudvar
  4. Liverpool Street
  5. London Bridge
  6. Waterloo
  7. Victoria
  8. Paddington

1. Loughborough központi vasútállomás
2. Manchester központi vasútállomás
3. Mansfield központi vasútállomás
4. Milton Keynes központi vasútállomás
5. New Mills központi vasútállomás
6. Newcastle központi vasútállomás, kapcsolódik a Central Station Metro station-hoz
7. Redcar központi vasútállomás
8. Rotherham központi vasútállomás
9. Rugby központi vasútállomás
10. St Helens központi vasútállomás
11. St Helens Central (GCR) railway station
12. Salford központi vasútállomás
13. Southend központi vasútállomás
14. Southampton központi vasútállomás
15. Sutton-in-Ashfield központi vasútállomás
16. Telford központi vasútállomás
17. Tuxford központi vasútállomás
18. Warrington központi vasútállomás
19. Windsor and Eton központi vasútállomás
20. Wrexham központi vasútállomás

### Skócia
1. Coatbridge központi vasútállomás
2. Dumbarton Central Station
3. Glasgow központi vasútállomás
4. Greenock központi vasútállomás
5. Hackney központi vasútállomás
6. Hamilton központi vasútállomás
7. Helensburgh központi vasútállomás

### Wales
1. Cardiff Central vasútállomás

### Írország
1. Belfast Central vasútállomás

## Fehéroroszország
1. Baranowitschi Hauptbahnhof (Baranowicze Centralne, Баранавічы Цэнтральныя)
2. Brest Hauptbahnhof (Brest-Centralny, Брест-Центральный)
3. Wolkowysk Hauptbahnhof (Wołkowysk Centralny, Ваўкавыск Цэнтральныя)

## Amerika

### Brazília
1. Estação Central (Belo Horizonte)
2. Hauptbahnhof Rio de Janeiro
3. Estação Central (Metrô Rio)

### Chile
1. Santiago Hauptbahnhof

### Kanada
1. Central (ETS), Edmonton
2. Guelph Central Station
3. Montreal Gare Centrale
4. Toronto Union Station
5. Union (Toronto Subway)
6. Union Station (Montreal)
7. Winnipeg Union Station
8. Pacific Central Station Vancouverben
9. Government Conference Centre Ottawa-ban, korábbi nevén Ottawa Union Station

### Kuba
1. Estación Central de Ferrocarriles (La Habana)

### Uruguay
1. Montevideo Estación Central General Artigas

### USA
Az Amerikai Egyesült Államokban nincs közvetlen megfelelője a főpályaudvarnak. Azonban sok városban a vasúti társaságok együttesen üzemeltettek nagyobb pályaudvarokat, így jöttek létre az Union Station vagy Union Terminal szavakkal kiegészített állomások.
1. Buffalo Central Terminal
2. Grand Central Station (Chicago)
3. Grand Central Terminal in New York City
4. Michigan Central Station
5. Denver Union Station
6. Chicago Union Station
7. Los Angeles Union Station
8. Louisville Union Station
9. New Orleans Union Passenger Terminal
10. North Union Station (Boston, Massachusetts) und South Union Terminal in Boston, nun South Station (1899)
11. Kansas City Union Station
12. Cincinnati Union Terminal
13. Cleveland Union Terminal
14. Nashville Union Station
15. Union Station (Washington, D.C.)

## Ázsia

### India
1. Chennai Central (MAS)
2. Kanpur Central (CNB)
3. Mumbai Central (BCT)
4. Trivandrum Central (TVC)
5. Mangalore Central

### Izrael
1. Be'er Sheva központi vasútállomás
2. Haifa központi vasútállomás
3. Jeruzsálem központi vasútállomás (építés alatt)
4. Tel Aviv központi vasútállomás

## Ausztrália
1. Brisbane Central railway station
2. Gawler Central Railway Station, Adelaide
3. Melbourne Central Station (ez nem főpályaudvar Melbourne-ben, névadója a közeli Melbourne Central Shopping Centre)
4. Sydney Central Railway Station ( Sydney Terminal)
5. Wynnum Central Railway Station, Brisbane